# Wyoming Highway 32
Der Wyoming Highway 32 (kurz: WYO 32) ist eine 50,66 km lange State Route im US-Bundesstaat Wyoming, die in Nord-Süd-Richtung von Emblem bis Lovell im Big Horn County verläuft. Die Straße ist auch als Emblem Highway bekannt.

## Streckenverlauf
Der Wyoming Highway 32 beginnt in Emblem an der Kreuzung mit den U.S. Highways 14/16/20, die hier gebündelt verlaufen und führt zunächst nach Nordwesten durch die flachen Prärien des Bighorn Basins. Nach der Abzweigung zum Wyoming Highway 295 wendet er sich nach Nordosten und verläuft einige Kilometer am Shoshone River entlang. Der WYO 32 führt südlich an Byron vorbei, kreuzt den Wyoming Highway 33 und führt schließlich die letzten Kilometer nach Norden, bis er am westlichen Ortsende von Lovell auf die Highways US14A/US310/WYO789 trifft. Die gesamte Route verläuft im Big Horn County.

## Belege
1. ↑  AARoads: Wyoming State Route Log: 1 through 99. Abgerufen am 2. Oktober 2021 (amerikanisches Englisch).